# Atosiban
Atosiban (Traktocil, Antocin) je inhibitor hormona oksitocina i vazopresina. On se koristi kao intravenozni lek za sprečavanje preranog porođaja (tokolitik). Mada su inicijalna ispitivanja pokazala da može da se koristi kao nazalni sprej, i da stoga bolničko lečenje nije neophodno, on se ne koristi u toj formi. Atosiban je razvila švedska kompanija Fering Farmaceutikals, i prvi izveštaji su objavljeni 1985.
Atosiban je modifikovana forma oksitocina koja inhibira dejstvo tog hormona u materici, što dovodi do prestanka porođajnih kontrakcija.
Jedan sistematski pregled iz 2005. je pokazao da mada atosiban ima manje nuspojava nego alternativni lekovi (kao što je ritodrin), on nije bolji od plasiba, i u jednoj studiji je imao gore neonatalne ishode. Autori sugerišu da je nifedipin možda delotvorniji.

## Literatura
1. ↑  Akerlund M, Carlsson AM, Melin P, Trojnar J (1985). „The effect on the human uterus of two newly developed competitive inhibitors of oxytocin and vasopressin”. Acta Obstet Gynecol Scand. 64 (6): 499—504. PMID 4061066. doi:10.3109/00016348509156728.
2. ↑  Papatsonis D, Flenady V, Cole S, Liley H (2005). „Oxytocin receptor antagonists for inhibiting preterm labour”. Cochrane database of systematic reviews (Online) (3): CD004452. PMID 16034931. doi:10.1002/14651858.CD004452.pub2.

## Spoljašnje veze
|  | Molimo Vas, obratite pažnju na važno upozorenje u vezi sa temama iz oblasti medicine (zdravlja). |